# Spartaco Fontanot
Spartaco Fontanot (1922-1944) fut l'un des résistants fusillés au fort du Mont-Valérien comme membre du groupe Manouchian. Il était italien, soldat volontaire de l'armée française de libération FTP-MOI. Son nom est l'un des dix qui figurent sur l'« affiche rouge » placardée par les Allemands pendant le procès des 23 du Groupe Manouchian-Boczov-Rayman  des FTP-MOI de la région parisienne, dont une dizaine avaient leur portrait sur l'Affiche rouge. Sa photographie y est accompagnée de la mention : « FONTANOT COMMUNISTE ITALIEN 12 ATTENTATS ».

## Biographie

### Premières années
Spartaco Fontanot naît le 17 janvier 1922 à Monfalcone, dans la province de Gorizia, dans le Frioul-Vénétie Julienne, en Italie. Il a deux ans lorsqu'il vient en France, ses parents, antifascistes italiens, étant obligés de quitter l'Italie lors de la prise du pouvoir par Mussolini.
Après l'école élémentaire, il suit les cours du collège technique de Puteaux, d'où il sort avec son CAP d'ajusteur, tourneur et dessinateur. Son désir était de devenir ingénieur, mais ses parents ne pouvant lui faire poursuivre ses études, il entre comme tourneur dans une petite usine. Il adhère à la CGT. Ayant toujours l'idée de devenir ingénieur, il fréquente les cours du soir à l’École des arts et métiers de Paris.

### Seconde Guerre mondiale
Lors de l'occupation allemande en 1941, il se tourne rapidement vers la lutte armée et, en 1942, s'engage volontairement dans les rangs des Francs-tireurs et partisans MOI immigrés de la région parisienne, partie intégrante des Forces françaises de l'intérieur, sous le pseudonyme de Paul, matricule 10166. Il doit cesser à cette date les cours des Arts et Métiers.
En mars 1943, la police vient arrêter son père et sa sœur Sparta. Recherché, il doit quitter le domicile parental.
Il participe à de nombreux attentats et sabotages contre les troupes d’occupation, contre les officiers allemands, et notamment à Rueil, place de la Concorde et dans de nombreuses stations de métro et même d'autobus. Il participe aux opérations entreprises contre Ritter et contre le général von Schaumburg, commandant du Grand Paris. Il fait également exécuter de nombreux sabotages contre des pylônes. Il est classé parmi les tireurs d'élite.
En raison des effectifs qu'il commande à la tête d'un détachement du groupe tactique placé sous les ordres du commandant Manouchian, il est nommé lieutenant des FFI.
Arrêté à Paris par la 2e brigade spéciale le 13 novembre 1943, il ne parle pas. Transféré à Fresnes, il est condamné par le tribunal militaire et fusillé le 21 février 1944 au Mont-Valérien avec ses 21 camarades,,.
Le 21 février 2024, il est cité « Mort pour la France », ainsi que ses 23 autres camarades, avec l'entrée de Missak et de Mélinée Manouchian lors de la cérémonie de panthéonisation en présence d'Emmanuel Macron, président de la République française. Une plaque portant son nom et ceux des 23 résistants du groupe Manouchian est apposée au Panthéon.

## Liste des membres du groupe Manouchian exécutés

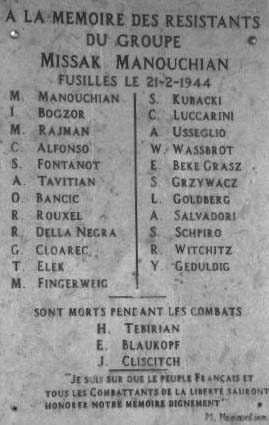
Mémorial de l'Affiche rouge à Valence.

La liste suivante des 23 membres du groupe Manouchian exécutés par les Allemands signale par la mention (AR) les dix membres que les Allemands ont fait figurer sur l'Affiche rouge :
- Celestino Alfonso (AR), Espagnol, 27 ans
- Olga Bancic, Roumaine, 32 ans (seule femme du groupe, guillotinée en Allemagne le 10 mai 1944)
- Joseph Boczov [József Boczor; Wolff Ferenc] (AR), Hongrois, 38 ans - Ingénieur chimiste
- Georges Cloarec, Français, 20 ans
- Rino Della Negra, Italien, 19 ans
- Thomas Elek [Elek Tamás] (AR), Hongrois, 18 ans - Étudiant
- Maurice Fingercwajg (AR), Polonais, 19 ans
- Spartaco Fontanot (AR), Italien, 22 ans
- Jonas Geduldig, Polonais, 26 ans
- Emeric Glasz [Békés (Glass) Imre], Hongrois, 42 ans - Ouvrier métallurgiste
- Léon Goldberg, Polonais, 19 ans
- Szlama Grzywacz (AR), Polonais, 34 ans
- Stanislas Kubacki, Polonais, 36 ans
- Cesare Luccarini, Italien, 22 ans
- Missak Manouchian (AR), Arménien, 37 ans
- Armenak Arpen Manoukian, Arménien, 44 ans
- Marcel Rayman (AR), Polonais, 21 ans
- Roger Rouxel, Français, 18 ans
- Antoine Salvadori, Italien, 24 ans
- Willy Schapiro, Polonais, 29 ans
- Amedeo Usseglio, Italien, 32 ans
- Wolf Wajsbrot (AR), Polonais, 18 ans
- Robert Witchitz (AR), Français, 19 ans

## Hommages
Spartaco Fontanot est le troisième membre d'une famille héroïque. Jacques Fontanot, (1926-1944) et Nerone Fontanot (1921-1943), ses cousins, ont comme Spartaco sacrifié leur vie pour la Libération de la France.
- À Nanterre, la rue où ils vécurent porte leur nom : « Rue des Trois-Fontanot ».
- Ils sont tous les trois inhumés dans la même sépulture au cimetière du Centre à Nanterre.

## Distinctions
La mention Mort pour la France lui est attribuée par le Ministère des Anciens Combattants en date du 29 août 1946.
Il est décoré de la croix vermeil.

## Décoration
- Médaille de la Résistance française, à titre posthume par le décret du 31 mars 1947[11].